# Лукс, Валдис
Валдис Лукс (латыш. Valdis Lukss, настоящее имя Волдемарс Кристапович Лукс (латыш. Voldemārs Lukss); 21 июня 1905 — 24 июля 1985) — латвийский поэт, журналист и общественный деятель.

## Биография
Валдис Лукс родился 21 июня 1905 года в Озолниекской волости Тукумского уезда.
Окончил Тукумскую уездную школу (1937) и Латвийский университет. В годы Великой Отечественной войны был редакционным работником фронтовой газеты «Latviešu Strēlnieks» («Латышский стрелок»). Член КПСС с 1944 года. После окончания войны с 1945 по 1947 годы работал редактором журнала «Literatūra un Māksla» («Литература и Искусство»). Был первым секретарём Союза писателей Латвийской ССР (1950—1965), членом ЦК КПЛ, депутатом Верховного Совета Латвийской ССР (1958—1962).

## Творчество
С 1925 года стал печататься в различных периодических изданиях. Первый сборник стихов «Skarbums», посвящённый революционной борьбе, вышел в 1941 году. В годы войны были напечатаны книги «Sniga sniegi» (1943) и «Kara krūze» (1945). Проблемы послевоенной жизни были затронуты в сборниках стихов «Rita sāk dzīvot» (1948) и «Dzejas» (1949). К революционной тематике автор вернулся в поэме «Slava» (1958). Гражданские, бытовые и детские стихи печатались в сборниках «Augsim» (1948), «Rīta solis» (1951), «Pirmklasnieki» (1956), «Tinces varavīksne» (1957).
Для всего творчества Валдиса Лукса характерно эмоционально выразительное, социально актуальное звучание поэзии.

## Награды и премии
- орден Октябрьской Революции (1975)
- 2 ордена Отечественной войны 2-й степени (15.10.1944; 11.03.1985)
- орден Трудового Красного Знамени (03.01.1956)
- орден Дружбы народов (16.11.1984)
- орден «Знак Почёта» (1965)
- медаль «За боевые заслуги» (04.05.1943)
- другие медали
- Государственная премия Латвийской ССР (1958) — за книги стихов для детей «Первоклассники», «Радуга Тинце» и поэму «Слава».

##### В переводах на русский язык
- Солдатская кружка. Фронтовые стихи. — Рига: Книгоиздательство ВАПП, 1945. — 172 стр. тираж: 5000 экз.
- Первоклассники — Латвийское государственное издательство Рига, 1957
- Валдис Лукс. Стихи (Библиотека Советского поэта)[2] — Художественная литература. Москва, 1960
- Лукс Валдис. Песня Риге. — Москва : Гослитиздат, 1960. — С.139-140.
- Лукс Валдис. Гнев и радость. — Москва : Советский писатель, 1948. — С.79-80.